# Vretence
Vretênce je vsaka od 32–35 kosti hrbtenice, ki ima (razen prvih dveh) telo, lok in več odrastkov.
Praviloma človeško hrbtenico sestavlja 33 vretenc:
- 7 vratnih (cervikalnih); 1. vratno vretence ali nosač (atlas) nosi glavo, 2. vratno vretence ali okretač (aksis) pa omogoča gibanje glave
- 12 prsnih (torakalnih)
- 5 ledvenih (lumbalnih)
- 5 križnih (sakralnih)
- 4 trtičnih (kokcigealnih)

Križna vretenca so pri odraslem zraščena v križnico, trtična pa v trtico. Ostala vretenca so ločena in med takima nezraščenima sosednima vretencema se nahaja medvretenčnica (medvretenčna plošča oz. discus intervertebralis).

## Anatomija
Vretence sestavljajo naslednji deli:
- telo vretenca (corpus vertebrae): leži anteriorno. Velikost teles narašča od 2. vratnega do 5. križnega vretenca. Vsako telo ima zgoraj in spodaj sklepno ploskev za telo sosednjega vretenca (facies articularis). [2]
- vretenčni lok (arcus vertebrae): izrašča se iz posteriornega stene telesa vretenca, na katero se pripenja z dvema pediculusoma (pediculus arcus vertebrae). Telo tvorita dve laminasti plošči, ki se zadaj zraščata v zadajšnji trnasti odrastek. [2]
- odrastki:
  - dva stranska odrastka (processus transversus vertebrae): iztezata se lateralno
  - zadajšnji trnasti odrastek (processus spinosus vertebrae)
  - zgornji sklepni odrastek (processus articularis superior): izrašča se navzgor iz loka vretenca. Med odrastkom in telesom vretenca nastane zareza (incisura vertebralis superior)
  - spodnji sklepni odrastek (processus articularis inferior): izrašča se navzdol iz loka vretenca. Med odrastkom in telesom vretenca nastane zareza (incisura vertebralis inferior)

Telo in lok vretenca oklepata vretenčno odprtino (foramen spinale oz. foramen vertebrale), skozi katero poteka hrbtenjača.
Spodnji sklepni odrastek vretenca je v stiku z zgornjim sklepnim odrastkom naslednjega vretenca. Med obema vretencema tako nastane odprtina (foramen intervertebrale), skozi katero izhajajo spinalni živci.